# Bystra Wielka
Bystra Wielka – przystanek kolejowy 3 km na wschód od Bystry, we wsi Koszwały, pow. gdański, woj. pomorskie.